# Valeriu Traian Frențiu
Valeriu Traian Frențiu (n. 25 aprilie 1875, Reșița, Austro-Ungaria – d. 11 iulie 1952, Sighetu Marmației, Maramureș, România) a fost un episcop român unit, arestat în 1948 de autoritățile comuniste și decedat la Penitenciarul Sighet. A fost beatificat de Papa Francisc în anul 2019. Este sărbătorit în ziua de 2 iunie.

## Originea, studiile și începutul activității bisericești

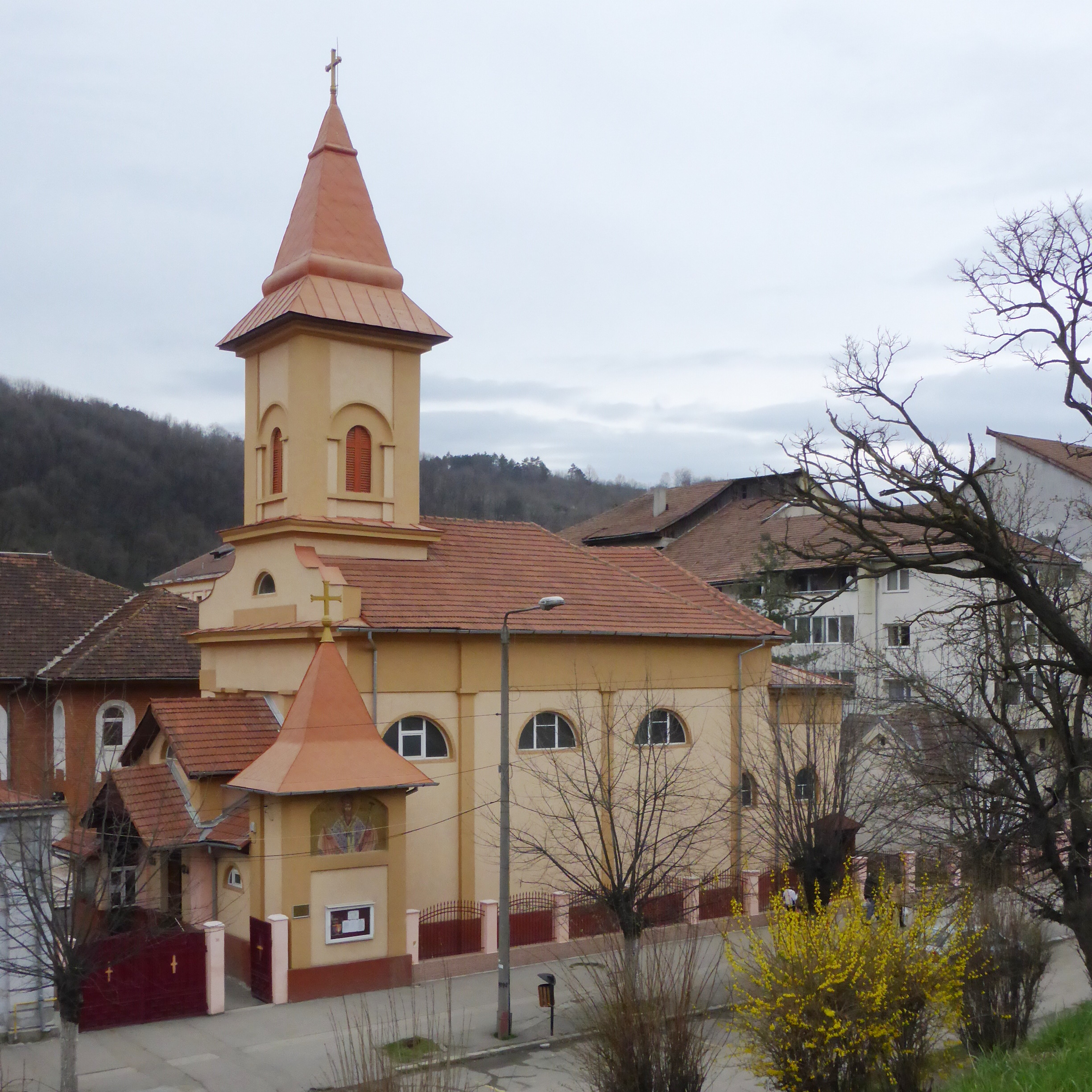
Biserica „Învierea Domnului” din Reșița, în a cărei casă parohială s-a născut Valeriu Traian Frențiu (în prezent Biserica „Sf. Iosif cel Nou” din Reșița, neretrocedată).

S-a născut în Reșița, la 25 aprilie 1875, ca fiu al preotului român unit Ioachim Frențiu și al Rozaliei Frențiu, născută Demeter. Ioachim a fost administrator parohial în Hususău (Valea Lungă), iar în 1865-1900 a fost paroh al Bisericii „Învierea Domnului” din Reșița (în prezent Biserica „Sf. Iosif cel Nou” din Reșița).
Valeriu Traian Frențiu a urmat Liceul „Sfântul Vasile cel Mare” din Blaj, iar teologia la Universitatea din Budapesta. A fost hirotonit ca preot celib la 20 septembrie 1898. Îndată după hirotonire a obținut o bursă pentru a studia la Viena, la Institutul „Sfântul Augustin”, unde a rămas până în 1902, când și-a susținut doctoratul în teologie. Perioada petrecută la Viena și intrarea în contact cu acțiunile austriece de sprijinire a misionarilor din Africa și a familiilor de culoare cu o stare materială precară, l-au determinat pe Valeriu Traian Frențiu să transfere această solidaritate și în comunitățile religioase românești, pe care le-a sensibilizat în sensul strângerii de fonduri. Între 1902-1904 a ocupat funcția de vice notar consistorial și arhivar diecezan în Lugoj, iar între 1904-1912 pe cea de paroh și protopop în Orăștie. La începutul anului 1912 a fost numit vicar foraneu al Hațegului.

## Episcop de Lugoj și de Oradea
În 4 noiembrie 1912 a fost numit episcop al Eparhiei Lugojului. Sfințirea sa a avut loc în Catedrala Sfânta Treime din Blaj, în 14 ianuarie 1913, prin participarea mitropolitului Victor Mihaly de Apșa și a episcopilor Demetriu Radu de la Oradea Marea și Vasile Hossu de la Gherla.
La 25 februarie 1922 episcopul Valeriu Traian Frențiu a fost transferat la Episcopia de Oradea Mare, fiind instalat la 3 mai 1922, cu participarea unui mare număr de preoți și laici. Programul său, anunțat cu acea ocazie, urmărea să restaureze profilul moral religios al enoriașilor din dieceză, zdruncinat de război și de urmările sale.
Sub păstorirea sa, marcată de împuținarea, până aproape de desființare, a proprietății funciare a diecezei, s-au construit sau au fost reparate numeroase biserici și case parohiale: s-a modernizat stațiunea climaterică Stâna de Vale (prin construirea, în 1925, a hotelului „Excelsior”, astăzi dispărut, dotat cu încălzire centrală, sală de proiecție cinematografică și popicărie), a unor cabane pentru armată, a unei grădini botanice „in nuce”, amenajată de către profesorul Alexandru Borza, a căii ferate înguste pe Valea Iadului, dată în exploatare în 1936, și în fine, în 1939, a unei frumoase biserici din piatră, demolată în anii 1961-1962 de regimul comunist. 
În 1923 a efectuat o călătorie „ad-limina” la Roma. În 1925 a efectuat o nouă vizită ad-limina, împreună cu episcopii Iuliu Hossu și Alexandru Nicolescu, de această dată în fruntea unui numeros grup de enoriași pelerini.
Sub arhipăstorirea sa, în zilele de 15-16 iunie 1927 s-a sărbătorit aniversarea a 150 de ani de la întemeierea Episcopiei Greco-Catolice de Oradea, când papa Pius al XI-lea i-a acordat paliumul arhiepiscopal. 
A fost apreciat și de guvernul român, care în 1926 i-a acordat distincțiile de „Mare ofițer al Ordinului Coroanei României” și „Răsplata muncii pentru biserică”. În 1928 a organizat și patronat aniversarea centenară a întemeierii Liceului confesional „Samuil Vulcan” din Beiuș, între participanți numărându-se  generalul francez Henri Berthelot. 
Cu sprijinul material al episcopului Valeriu Traian Frențiu s-a tipărit ziarul Vestitorul, care a apărut la Oradea din 1925 până în 1948, precum și „Observatorul” la Beiuș, între 1928 și 1934. În vederea unei mai temeinice pregătiri a preoțimii, a mijlocit „ridicarea”, din 1922 a seminarului greco-catolic din Oradea la rangul de academie teologică. În fruntea corului de la Catedrala Sfântul Nicolae l-a adus pe compozitorul Francisc Hubic, care a introdus acolo muzica bisericească cu acompaniament de orchestră, obișnuind să organizeze concerte în diferite localități din afara diecezei.
Pe 9 septembrie 1934 a sfințit Biserica Adormirea Maicii Domnului din Zalău, pe 5 septembrie 1937 biserica din Mădăras, iar pe 8 septembrie 1937  biserica din Istrău și Biserica greco-catolică din Bocșa.
După decesul mitropolitului Alexandru Nicolescu în 1941, episcopul Valeriu Traian Frențiu a fost mutat în funcția de administrator apostolic al Arhidiecezei de Alba Iulia și Făgăraș, păstorind aici pe toată perioada războiului, lăsându-l la Oradea în calitate de episcop auxiliar pe Ioan Suciu. În 1947 a revenit la Eparhia de Oradea Mare.

## Sub prigoana comunistă
A fost arestat pe 28 octombrie 1948 la Oradea și dus la sediul Ministerului de Interne din București. În data de 31 octombrie 1948 a fost transferat de acolo la vila patriarhală de la Dragoslavele, transformată în lagăr pentru episcopii greco-catolici. Acolo a fost vizitat de mai multe ori de patriarhul Iustinian Marina, însoțit de episcopul vicar Teoctist Arăpașu. În februarie 1949, în urma refuzului repetat de a trece la Biserica Ortodoxă Română, a fost dus la Mănăstirea Căldărușani. Acolo l-a consacrat episcop, în clandestinitate, pe Ioan Cherteș, în noaptea de Crăciun a anului 1949.

## Sfârșitul vieții
În 1950 a ajuns în Închisoarea Sighet, unde a murit în data de 11 iulie 1952. Asemenea celorlalți deținuți morți la Sighet, a fost înhumat într-o noapte, fără sicriu, într-o groapă comună de pe malul Izei. Mormântul a fost nivelat pentru a nu se mai cunoaște locul înhumării.
Nu a fost judecat și nu a avut condamnare.
Conform memoriilor cardinalului Iuliu Hossu, care a supraviețuit detenției de la Sighet, vestea morții lui Valeriu Traian Frențiu s-a răspândit a doua zi în întreaga închisoare, iar personalitățile politice din toate partidele încarcerate acolo, în frunte cu Iuliu Maniu, urmat de Ion Mihalache, Gheorghe Brătianu, ceilalți fruntași ai partidelor liberal, averescian, socialist, toți care sufereau în Închisoarea Sighet „au luat parte din tot sufletul, cum mi-au comunicat pe rând, prin purtătorii lor de cuvânt, șoptit la ușa celulei, au luat parte vie la doliul nostru și sufletește au făcut funeralii naționale în sufletul lor.”

## Beatificarea
În data de 19 martie 2019 papa Francisc a autorizat Congregația pentru Cauzele Sfinților să promulge decretul de recunoaștere a martiriului episcopilor greco-catolici români Valeriu Traian Frențiu, Vasile Aftenie, Ioan Suciu, Tit Liviu Chinezu, Ioan Bălan, Alexandru Rusu și Iuliu Hossu, „uciși din ură față de credință în diverse locuri din România între 1950 și 1970”, deschizând calea pentru beatificarea lor.
Papa Francisc a oficiat slujba beatificării în data de 2 iunie 2019, pe Câmpia Libertății din Blaj.

## Galerie de imagini

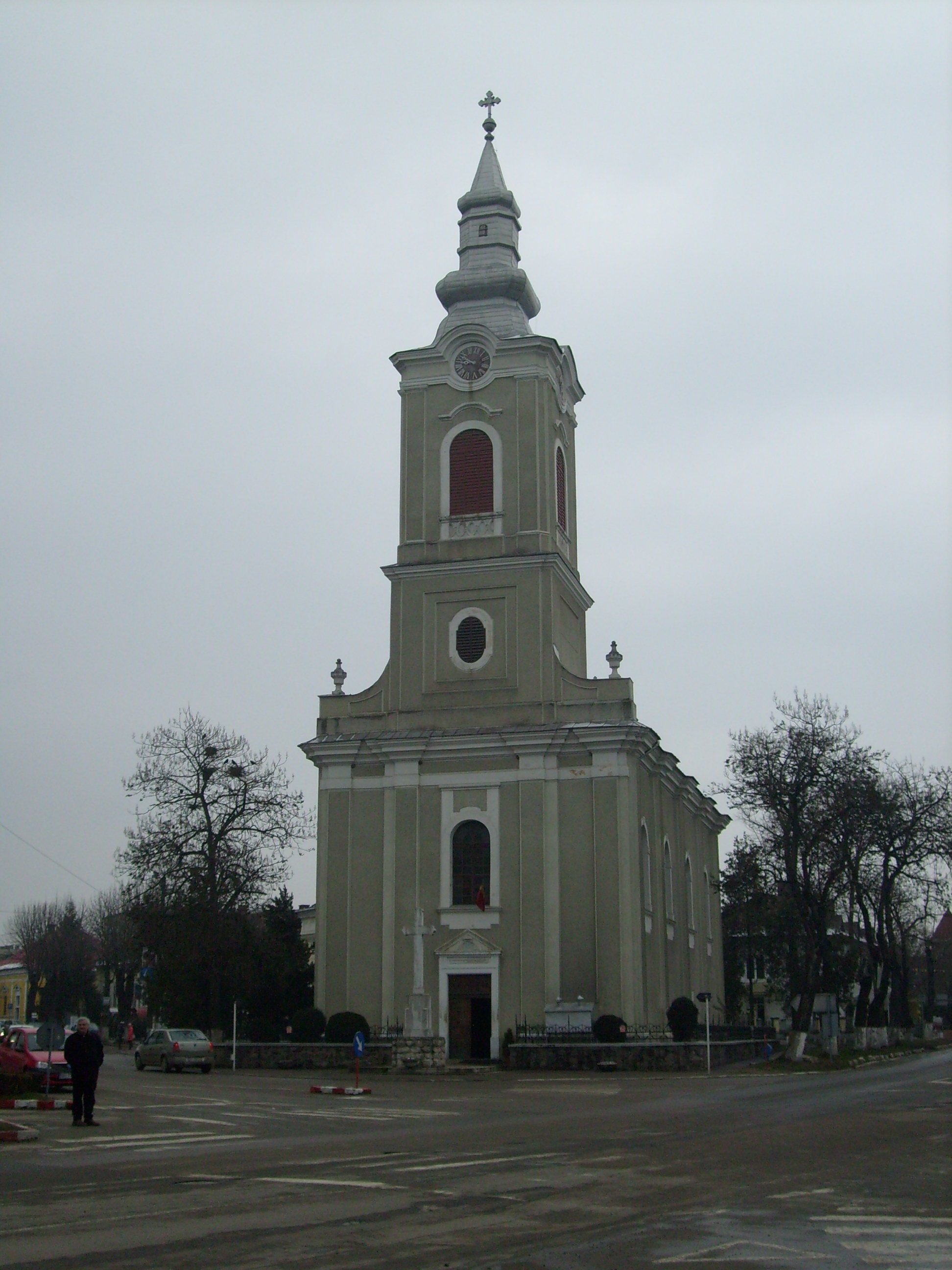
Biserica Sfântul Dumitru din Beiuș, renovată pe cheltuiala episcopului
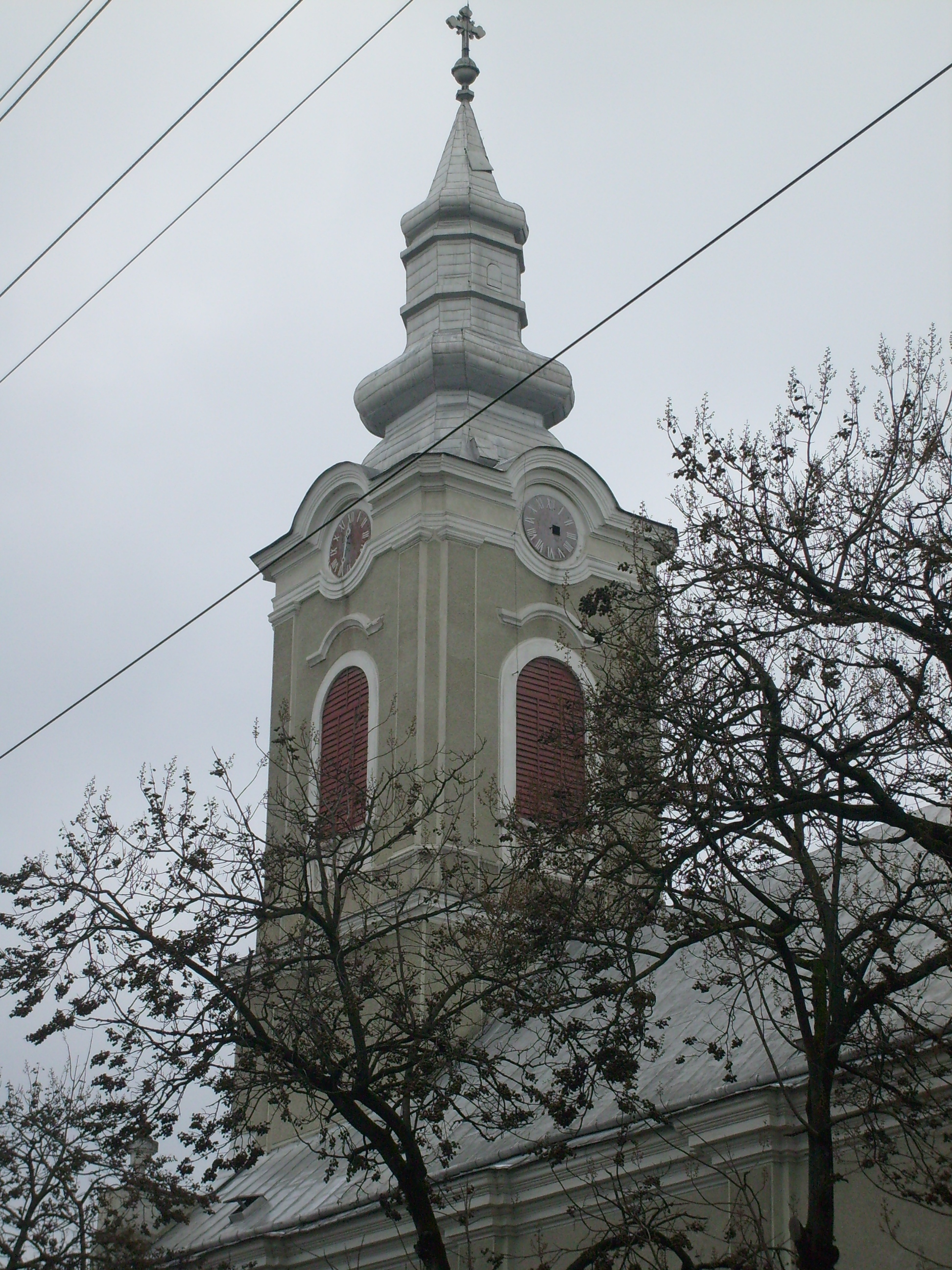
Turnul baroc al bisericii greco-catolice Sf. Dumitru din Beiuș (vedere dinspre Colegiul Național Samuil Vulcan)
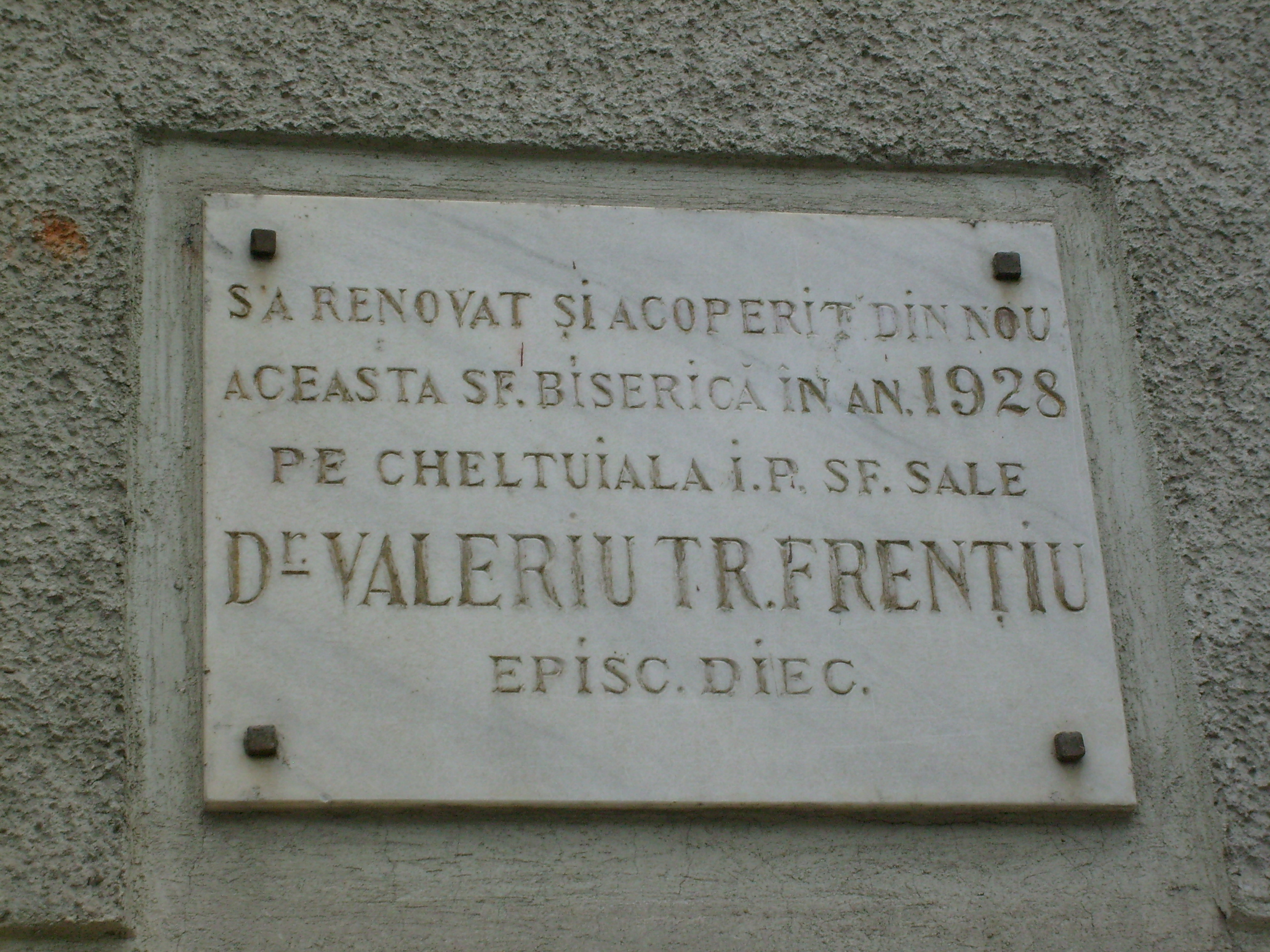
Placa memorială montată cu ocazia renovării bisericii (1928)